# Miss Perú 2022
Miss Perú 2022 fue la 70.ª edición de Miss Perú. Se llevó a cabo el 14 de junio de 2022 y se transmitió en vivo por señal abierta a través del reality show Esto es guerra de América Televisión. Al final del evento, Jessica Newton, presidenta del Miss Perú, coronó a la ganadora y Yely Rivera, Miss Perú 2021, le puso la banda de ganadora a su sucesora, Alessia Rovegno, quien compitió en Miss Universo 2022. Rovegno también recibió el título de «Miss Fotogenia».

## Resultados
| Posiciones                                                                               | Candidata                          | Resultados internacionales  |
| ---------------------------------------------------------------------------------------- | ---------------------------------- | --------------------------- |
| Miss Perú Universo 2022 Miss Perú Universo                                               | - Lima - Alessia Rovegno           | Top 16                      |
| Miss International Perú 2022 1.ª finalista                                               | - Lima - Tatiana Calmell del Solar | 2.ª finalista               |
| Nuestra Latinoamericana Universal Perú 2022 & Miss Supranational Perú 2023 2.ª finalista | - Lima - Valeria Flórez            | Top 12                      |
| Miss Supranational Perú 2022                                                             | - Callao - Almendra Castillo       | Top 12                      |
| Reina Hispanoamericana Perú 2022                                                         | - Callao - Arlette Rujel           | Reina Hispanoamericana 2022 |
| Miss Orb Perú 2022                                                                       | - Lima - Flavia Montes             | 3.ª finalista               |
| Miss Mesoamerica Internacional Perú 2022                                                 | - Piura - Mei Azo                  | 2. finalista (5 Posición )  |

## Candidatas
| Candidata                 | Edad | Estatura        | Lugar de Procedencia | Posición                                          | Ref.              |
| ------------------------- | ---- | --------------- | -------------------- | ------------------------------------------------- | ----------------- |
| Alessia Rovegno Cayo      | 23   | 1,78 m (5′ 10″) | Lima                 | Top 3 Miss Perú Universo 2022                     |                   |
| Almendra Castillo O'brien | 27   | 1,68 m (5′ 6″)  | Callao               | Miss Supranational Perú 2022                      | [ 4 ]             |
| Arlette Rujel del Solar   | 22   | 1,81 m (5′ 11″) | Callao               | Reina Hispanoamericana Perú 2022                  | [ 5 ] [ 6 ] [ 7 ] |
| Daleine Arroyo            | 26   | 1,77 m (5′ 10″) | Lima                 | Top 6                                             |                   |
| Flavia Montes             | 21   | 1,87 m (6′ 2″)  | Lima                 | Miss Orb Perú 2022                                | [ 8 ]             |
| Maryori Morán             | 20   | 1,82 m (6′ 0″)  | Lima Sur             | Miss MesoAmerica Perú 2023                        | [ 7 ]             |
| Mei Azo Ayón              | 27   | 1,74 m (5′ 9″)  | Paita                | 2 finalista                                       | [ 7 ]             |
| Tatiana Calmell del Solar | 27   | 1,75 m (5′ 9″)  | Lima                 | Top 3 Miss International Perú 2022                | [ 9 ]             |
| Valeria Flórez Calderón   | 25   | 1,71 m (5′ 7″)  | Lima                 | Top 3 Nuestra Latinoamericana Universal Perú 2022 | [ 10 ]            |

### Retiros
- Liseth Guevara se retiró de la competencia.[11]

## Jurado
7 personas integraron el jurado:
- Michelle McLean – Miss Universo 1992
- Alexander González – Coach internacional de reinas de belleza venezolano
- Missologo Latino – Youtuber y experto en concursos de belleza
- José L. Castro – Experto en concursos de belleza
- Alvin Sebetero – Youtuber y experto en concursos de belleza
- José Forteza – Experto en concursos de belleza
- William Duarte – Actor y modelo colombiano